# 第45回ヴェネツィア国際映画祭
第45回ヴェネツィア国際映画祭は、1988年8月29日から9月9日にかけて開催された。

## 上映作品

### コンペティション部門
| 日本語題                              | 原題                                     | 監督                                          | 製作国         |
| ------------------------------------- | ---------------------------------------- | --------------------------------------------- | -------------- |
| 神経衰弱ぎりぎりの女たち              | Mujeres al borde de un ataque de nervios | ペドロ・アルモドバル                          | スペイン       |
| 霧の中の風景                          | Τοπίο στην ομίχλη                        | テオ・アンゲロプロス                          | ギリシャ       |
|                                       | Eldorádó                                 | ゲーザ・ベレメーニ                            | ハンガリー     |
| ウィーンに燃えて                      | Burning Secret                           | アンドリュー・バーキン                        | イギリス       |
| 大きな翼を持った老人                  | Un señor muy viejo con unas alas enormes | フェルナンド・ビリ                            | キューバ       |
|                                       | Tempos Difíceis                          | ジョアン・ボテリョ                            | ポルトガル     |
|                                       | Dedé Mamata                              | ロドルフォ・ブランダゥン                      | ブラジル       |
| ベラスケスの女官たち                  | Luces y sombras                          | ハイメ・カミーノ                              | スペイン       |
| 主婦マリーがしたこと                  | Une affaire de femmes                    | クロード・シャブロル                          | フランス       |
|                                       | Чёрный монах                             | イワン・ドハヴィシュニ                        | ソビエト連邦   |
|                                       | Niezwykla podróz Baltazara Kobera        | ヴォイチェフ・イエジー・ハス                  | ポーランド     |
| ゴルバチョフへの手紙                  | Caro Gorbaciov                           | カルロ・リッツァーニ                          | イタリア       |
| 週末はマフィアと!                     | Things Change                            | デヴィッド・マメット                          | アメリカ合衆国 |
| 聖なる酔っぱらいの伝説                | La leggenda del santo bevitore           | エルマンノ・オルミ                            | イタリア       |
| 幽霊伝説/フランケンシュタイン誕生秘話 | Haunted Summer                           | アイヴァン・パッサー                          | アメリカ合衆国 |
| 愛の瞬間                              | À corps perdu                            | レア・プール                                  | スイス         |
| モダーンズ                            | The Moderns                              | アラン・ルドルフ                              | アメリカ合衆国 |
| マダム・スザーツカ                    | Madame Sousatzka                         | ジョン・シュレシンジャー                      | イギリス       |
|                                       | Camp de Thiaroye                         | センベーヌ・ウスマン チェルノ・ファティ・ソウ | セネガル       |
|                                       | Gli invisibili                           | パスクァーレ・スキティエリ                    | イタリア       |
|                                       | 棋王                                     | テン・ウェンジー                              | 中国           |
|                                       | Once More                                | ポール・ヴェキアリ                            | フランス       |

## 審査員
- セルジオ・レオーネ （ イタリア/映画監督） 審査員長
- マリア・ユリア・ベルトット （ アルゼンチン/美術監督）
- エドガー・クラウス （ 西ドイツ/映画批評家）
- ハンナ・フィッシャー （ アメリカ合衆国/バレエダンサー）
- ジルベール・ド・ゴールドシュミット （ フランス/プロデューサー）
- アドゥール・ゴーパーラクリシュナン （ インド/映画監督）
- レナ・オリン （ スウェーデン/女優）
- ナタリヤ・リャザンツェヴァ （ ソビエト連邦/脚本家）
- ハリー・ディーン・スタントン （ アメリカ合衆国/俳優）
- リナ・ウェルトミューラー （ イタリア/映画監督）

## 受賞結果
- 金獅子賞：『聖なる酔っぱらいの伝説』（エルマンノ・オルミ）
- 銀獅子賞：『霧の中の風景』（テオ・アンゲロプロス）
- 審査員特別大賞：『Camp de Thiaroye』（センベーヌ・ウスマン、チェルノ・ファティ・ソウ）
- 男優賞：ドン・アメチー、ジョー・マンテーニャ （『週末はマフィアと!』）
- 女優賞：シャーリー・マクレーン （『マダム・スザーツカ』）、イザベル・ユペール （『主婦マリーがしたこと』）
- 脚本賞：ペドロ・アルモドバル （『神経衰弱ぎりぎりの女たち』）
- 撮影賞：ワジーム・ユーソフ （『Чёрный монах』）
- 美術賞：ベルント・レペル （『ウィーンに燃えて』）
- 音楽賞：ホセ・マリア・ヴィティエル （『大きな翼を持った老人』）
- 特別表彰：デヴィッド・エバーツ （『ウィーンに燃えて』）
- 上院議会金メダル：『ゴルバチョフへの手紙』（カルロ・リッツァーニ）